# 奥特马尔·瓦尔特
奥特马尔·瓦尔特（德語：Ottmar Walter，1924年3月6日—2013年6月16日），德国男子足球运动员，场上位置是前锋。他曾代表西德国家队参加1954年国际足联世界杯，结果队伍获得冠军。